# Публий Корнелий (трибун 51 пр.н.е.)
Публий Корнелий (на латински: Publius Cornelius) е политик на Римската република през края на 1 век пр.н.е. Произлиза от фамилията Корнелии.
През 51 пр.н.е. той е народен трибун. Консули тази година са Сервий Сулпиций Руф и Марк Клавдий Марцел.